# Jürgen Troe
Jürgen Troe (* 4. August 1940 in Göttingen, eigentlich Hans-Jürgen Troe) ist ein deutscher Chemiker, der auf dem Gebiet der Physikalischen Chemie forscht. Troe war Professor für physikalische Chemie an der Universität Göttingen und ist „Emeritiertes Wissenschaftliches Mitglied“ der Max-Planck-Gesellschaft. Er war seit 1990 Direktor am Max-Planck-Institut für biophysikalische Chemie, seit seiner Emeritierung im Jahr 2008 ist er Inhaber einer Niedersachsenprofessur in Göttingen.

## Leben und Wirken
Troe studierte Physik und Chemie an den Universitäten Göttingen und Freiburg. 1964 absolvierte er sein Diplom an der Universität Göttingen, schon 1965 promovierte er in Göttingen. 1968 habilitierte er sich, ebenfalls an der Universität Göttingen. Von 1971 bis 1975 war er Professor für physikalische Chemie an der EPF Lausanne. Mit dem Physikochemiker Wilhelm Jost gab er 1973 die 18. Auflage des von Hermann Ulich begründeten Lehrbuches Kurzes Lehrbuch der physikalischen Chemie heraus. 1975 wurde er auf eine C4-Stelle an der Universität Göttingen berufen. Im Jahr 1990 wurde er zusätzlich zu seiner Professur an der Universität zum Wissenschaftlichen Mitglied der Max-Planck-Gesellschaft und Direktor am MPI für biophysikalische Chemie berufen. Im Jahr 2008 wurde er an der Universität und am MPI für biophysikalische Chemie emeritiert. Seit 2008 ist er „Niedersachsenprofessor“, eine Position, die emeritierten Wissenschaftlern eine Fortsetzung ihrer Arbeiten ermöglicht.
Er befasst sich mit experimenteller und theoretischer Untersuchung chemischer Elementarreaktionen und ihrer Kinetik sowohl von Molekülen als auch von Molekülionen über einen großen Bereich von Druck, Temperatur und Reaktionszeiten. Zu den verwendeten experimentellen Verfahren zählen neben üblichen Verfahren der Spektroskopie Laser-Blitzlichtanregung und thermische Anregung mit Stosswellen. Die gewonnenen Daten werden in Datenbanken zum Beispiel für Anwendungen in der Astrophysik eingepflegt (wie die Kinetic Data Base for Astrophysics, KIDA). Die Kenntnis von Elementarreaktionen dient als Ausgangsbasis zum Verständnis größerer chemischer Systeme und Reaktions-Netzwerke (wie bei Verbrennung in Motoren, in der Atmosphäre und in Gaswolken der Astrophysik), die aus ihnen zusammengesetzt sind.

## Preise und Auszeichnungen
- 1971 Bodenstein-Preis der Deutschen Bunsen-Gesellschaft für Physikalische Chemie
- 1980 Centenary Medal der Royal Society, London
- 1992 Polanyi Medal der Royal Society London
- 1994 Max-Planck-Forschungspreis
- 1995 Carus-Medaille der Leopoldina
- 1996 Bernard Lewis Gold Medal, Combustion Institute
- 1998 Walther Nernst Denkmünze, Bunsen-Gesellschaft
- 2009 Ehrenmitglied der Bunsen-Gesellschaft
- 2009 Fellow of the American Physical Society[2]
- 2015 Otto-Hahn-Preis
- 2023 Cothenius-Medaille

## Mitgliedschaften in Akademien
- 1979 Mitglied der Deutschen Akademie der Naturforscher Leopoldina Halle[3]
- 1982 Mitglied der Akademie der Wissenschaften zu Göttingen
- 1989 Mitglied der Academia Europaea, London
- 1989 Mitglied der American Academy of Arts and Sciences, Cambridge
- 1995 Ehrendoktor der Université de Bordeaux und der Universität Karlsruhe
- 2001 Mitglied der Berlin-Brandenburgischen Akademie der Wissenschaften
- 2012 Auswärtiges Mitglied der Finnischen Akademie der Wissenschaften